# Water-polo aux Jeux olympiques d'été de 1932
Navigation
Amsterdam 1928 Berlin 1936
L'équipe de Hongrie remporte son premier titre olympique de water-polo.
La sélection du Brésil est disqualifiée (et ses résultats annulés) après s'en être pris à l'arbitre, à la suite de leur défaite face aux États-Unis.

## Acteurs du tournoi

### Équipes qualifiées
| Allemagne | Brésil | États-Unis | Hongrie | Japon |
| Emil Benecke Otto Cordes Hans Eckstein Fritz Gunst Erich Rademacher Joachim Rademacher Heiko Schwartz Hans Schulze (en) | Salvador Amendola Carlos Castello Branco Luiz Henrique da Silva Mario de Lorenzo Antonio Ferreira Jacobina Jefferson Maurity Souza Adhemar Serpa Pedro Theberge | Austin Clapp Philip Daubenspeck Charles Finn Harold McAllister Wallace O'Connor Calvert Strong Herbert Wildman | István Barta György Bródy Olivér Halassy Márton Homonnai Sándor Ivády Alajos Keserű Ferenc Keserű János Németh Miklós Sárkány József Vértesy | Shuji Doi Akira Fujita Seibei Kimura Takashige Matsumoto Yasutaro Sakagami Tosuke Sawami Takaji Takebayashi Iwao Tokito |

## Résultats

### Classement
| Rang | Équipe     | Pts | J | G | N | P | Bp | Bc | Diff |
| ---- | ---------- | --- | - | - | - | - | -- | -- | ---- |
| 1    | Hongrie    | 6   | 3 | 3 | 0 | 0 | 30 | 2  | +28  |
| 2    | Allemagne  | 3   | 3 | 1 | 1 | 1 | 16 | 10 | +6   |
| 3    | États-Unis | 3   | 3 | 1 | 1 | 1 | 14 | 11 | +3   |
| 4    | Japon      | 0   | 3 | 0 | 0 | 3 | 0  | 37 | -37  |
| 5    | Brésil     | DQ  | 0 | 0 | 0 | 0 | 0  | 0  | 0    |

### Matchs
| 4 août 1932 | Allemagne | 7 - 3 | Brésil |  |  |
|             |           |       |        |  |  |

| 6 août 1932 | États-Unis | 6 - 1 | Brésil |  |  |
|             |            |       |        |  |  |

| 6 août 1932 | Hongrie | 6 - 2 | Allemagne |  |  |
|             |         |       |           |  |  |

| 7 août 1932 | États-Unis | 10 - 0 | Japon |  |  |
|             |            |        |       |  |  |

| 8 août 1932 | Hongrie | 17 - 0 | Japon |  |  |
|             |         |        |       |  |  |

| 7 août 1932 | États-Unis | 4 - 4 | Allemagne |  |  |
|             |            |       |           |  |  |

| 11 août 1932 | Hongrie | 7 - 0 | États-Unis |  |  |
|              |         |       |            |  |  |

| 12 août 1932 | Allemagne | 10 - 0 | Japon |  |  |
|              |           |        |       |  |  |